# Diénes Zsombor
Diénes Zsombor (Budapest, 1917. április 5. – Nagybánya, 1981. március 17.) magyar bányamérnök, szótáríró, műszaki fordító. Diénes Jenő fia.

## Életpályája
Középiskolát Kézdivásárhelyen és a sepsiszentgyörgyi Székely Mikó Kollégiumban végzett, a bukaresti műegyetemen szerzett bányamérnöki diplomát (1940). Herzsabányán üzemmérnöki, Miszbányán, Felső- és Nagybányán főmérnöki tisztséget töltött be, a nagybányai Bányászati Iparközpont vezető mérnöke (1970-77). Már mint nyugdíjas fordította le és látta el magyar-román szójegyzékkel A bányász kézikönyve c. alatt Augustin Buttu, George Duport és Pompei Rebreanu munkáját (1979).